# Rotkopf
Rotkopf – szczyt w Alpach Algawskich, części Alp Bawarskich. Leży w Niemczech, w Bawarii, przy granicy z Austrią. Leży między Schneck a Laufbacher Eck.